# Chlamydera lauterbachi
Chlamydera lauterbachi es una especie de ave Passeriformes, de la familia Ptilonorhynchidae, perteneciente al género Chlamydera. Tiene 2 subespecies.

## Localización
Se distribuye en el territorio continental de Nueva Guinea , donde habita en los pastizales, las tierras bajas y bosques subtropicales de montaña. Su dieta consiste principalmente en frutas, orugas, escarabajos y otros insectos. El nido es una copa poco profunda hecha de palitos en un árbol.

## Subespecies
- Chlamydera lauterbachi lauterbachi (Reichenow, 1897)
- Chlamydera lauterbachi uniformis (Rothschild, 1931)